# Biriouk, l'ermite
Pour plus de détails, voir Fiche technique et Distribution.
Biriouk, l'ermite (Бирюк, Biryuk) est un film de fiction soviétique, réalisé en 1977 par Roman Balaïan. Premier film de ce réalisateur d'origine arménienne, il est sélectionné au Festival de Berlin 1978. Ce film a été produit par le Studio Dovjenko.

## Synopsis
Dans cette adaptation des Mémoires d'un chasseur de Tourgueniev, le film suit un garde forestier attaché à sa mission de sauvegarde des forêts. Il porte un regard bienveillant sur les paysans désireux d'exploiter les ressources de la forêt, mais cette mission l'éloigne de la compagnie des hommes...

## Fiche technique
- Titre français : Biriouk, l'ermite
- Titre original : Бирюк (Biryuk)
- Réalisation : Roman Balaïan
- Production : Studio Dovjenko (période Studio Alexandre Dovjenko de Kiev)
- Pays d'origine : URSS
- Format : couleurs - 35 mm
- Durée : 77 minutes
- Vie du film : sélectionné au Festival de Berlin 1978, distribué en France le 19 octobre 1983.

## Distribution
- Mikhaïl Goloubovitch : Foma dit Biriouk, garde forestier
- Oleg Tabakov : Bersenev
- Elena Khrol : Oulita, fille de Foma
- Youri Doubrovine : moujik
- Alexeï Zaïtsev : moujik

## Remarque
Le nom mis en apposition dans le titre peut être discuté car là, "Le Biriouk" n'est pas précisément un ermite mais un garde forestier. Monsieur Ely Halpérine-Kaminsky dans sa traduction des "Récits d'un chasseur" édité par les Éditions Albin Michel propose "Le taciturne" pour traduire "Le Biriouk".